# Omul
Omul (Coregonus autumnalis) – gatunek ryby z rodziny łososiowatych.

## Występowanie
Występuje w wodach słodkich leżących za północnym kołem podbiegunowym.